# Prima donna!
Prima donna! är ett musikalbum av Anne-Lie Rydé, släppt 1994.

## Låtlista
1. "Leka med elden" (5.31)
2. "Du vet var jag finns" (4.50)
3. "Natten har 1000 ögon" (3.30)
4. "Alltid nåt som får mej att minnas" (3.14)
5. "Feber" (4.07)
6. "Det förstår inte du" (3.33)
7. "Vackra sagor är så korta" (3.33)
8. "Det kan väl inte jag rå för" (2.43)
9. "Det är lugnt och tyst" (3.25)
10. "L, som i älskar dej" (3.49)
11. "Merci chérie" (4.45)

## Medverkande
- Sven Lindvall – bas
- Johan Norberg – gitarr
- Magnus Persson – trummor
- Radiosymfonikerna – stråkar
- Anne-Lie Rydé – sång
- Mattias Torell

## Listplaceringar
| Lista (1994) | Position |
| ------------ | -------- |
| Sverige      | 7        |